# М. Дж. Енг
М. Дж. Енг (англ. M. J. Engh, 26 січня 1933, Маклейнсборо, Іллінойс — 11 липня 2024, Гарфілд, Вашингтон) — американська письменниця у жанрі наукової фантастики.

## Біографія
Народилася 1933 року в США. 1964 року під псевдонімом Джейн Боклерк опублікувала своє перше оповідання — «Ми служимо зорі свободи», яке з'явилося на сторінках журналу «Fantasy & Science Fiction». Надалі публікувала свою малу прозу у таких журналах як: «Isaac Asimov's Science Fiction Magazine», «Arabesques» тощо.
1976 року світ побачив її перший роман під назвою «Аслан», що розповідає про захоплення США Асланом, військовим лідером Туркестану. Прикладом же планетарної фантастики став її роман «Колесо вітрів», події якого відбуваються у світі прибульців та розповідаються з їхньої точки зору. 1993 року вийшов ще один роман письменниці — «Чоловік-веселка». Ба більше, Енг — авторка підліткового фантастичного роману «Будинок у снігу» (1987).
Окрім наукової фантастики, пише й нехудожню літературу. Як незалежна дослідниця цікавиться Римською історією. Зокрема, у книзі «В ім'я небес» Енг дослідила загальну історію релігійних переслідувань, а у книзі «Жінка уміла» — розповіла про жінок, які зіграли ключову роль для римської історії.
2009 року Американська асоціація письменників-фантастів присудила письменниці почесне звання «Заслужений автор фантастики».
Померла 11 липня 2024 року.